# Soy amiga
"Soy Amiga" es la tercera canción en el álbum Alpha del grupo Selena y Los Dinos. Fue escrita por el tecladista Ricky Vela y producida por Manny R. Guerra.
Fue remezclada para una versión más acoplada a radio en el primer álbum recopilatorio de Selena titulado "Siempre Selena", lanzado en 1996. Así mismo, el 31 de agosto de 2015, se puso a la venta un nuevo remix de A.B. Quintanilla en tiendas digitales.

## Composición
Mientras el grupo preparaba y comenzaba con la producción del álbum "Alpha", Ricky Vela comenzaba a otorgar temas originales a Selena, como "Dame Un Beso" y Dame Tu Amor". El gran tema destacado fue el tema "Soy Amiga", en el que Selena agregó voz principal y coros.
La canción habla sobre una mujer que tiene un amigo del cual está enamorada. En ella, relata sus sentimientos hacia él y su manera de verlo, aunque conoce la situación con la estrofa: «"Solo puedo ser en tu vida alguien más para hablar sin compartir amor"».

## Créditos
| - Primera voz - Selena Quintanilla - Batería - Suzette Quintanilla - Bajo y segunda voz - A.B. Quintanilla III - Teclados - Ricky Vela - Guitarra - Roger García | - Productor - Manny R. Guerra - Grabación y mezcla - Amen Studios (San Antonio, Tx.) - Arreglos musicales - Selena y Los Dinos - Composición - Ricky Vela |